# Santa Teresa, Medellín
Santa Teresa är en ort i Mexiko.   Den ligger i kommunen Medellín och delstaten Veracruz, i den sydöstra delen av landet, 300 km öster om huvudstaden Mexico City. Santa Teresa ligger 15 meter över havet och antalet invånare är 102.
Terrängen runt Santa Teresa är mycket platt. Runt Santa Teresa är det ganska tätbefolkat, med 230 invånare per kvadratkilometer. Närmaste större samhälle är Veracruz, 14,4 km norr om Santa Teresa. Trakten runt Santa Teresa består till största delen av jordbruksmark.